# Gigabyte Technology
Gigabyte Technology Co., Ltd. (技嘉科技T, Jìjiā KējìP) è produttore con sede a Taiwan di prodotti hardware per computer, conosciuto soprattutto per le sue schede madri.
Fu fondata nel 1986; i suoi maggiori clienti includono produttori di PC come Golden Systems Electronics, Alienware e Falcon Northwest.
Capo della società è Yeh Pei-Cheng.
La compagnia produce anche schede grafiche NVIDIA e AMD, PC, palmari, lettori di dischi ottici (CD, DVD), schermi a cristalli liquidi, tastiere, mouse, dispositivi per il raffreddamento delle componenti hardware e telefoni cellulari.

## Prodotti

### Telefoni cellulari
- Serie GSmart
- UMPC